# Amblyiulus astrabadensis
Amblyiulus astrabadensis är en mångfotingart som beskrevs av Hans Lohmander 1932. Amblyiulus astrabadensis ingår i släktet Amblyiulus och familjen kejsardubbelfotingar. Inga underarter finns listade i Catalogue of Life.